# Records de Guinée d'athlétisme
Les records nationaux d'athlétisme en Guinée, détenus par la fédération guinéenne d'athlétisme (FGA), sont :

## Extérieur
Légende des tableaux :   
+ = en route vers une plus longue distance[Quoi ?]
h = chronométrage manuel
A = affecté par l'altitude
Mx = course mixte
y = désigne 880 mètres[Quoi ?]
OT = piste surdimensionnée (> 200 m de circonférence)[Quoi ?]

### Hommes
| Épreuve                | Record                | Athlète                                    | Date              | Réunion                             | Lieu                       | Réf.  |
| ---------------------- | --------------------- | ------------------------------------------ | ----------------- | ----------------------------------- | -------------------------- | ----- |
| 100 m                  | 10.56                 | Joseph Loua                                | 1er mai 1997      |                                     | L'Aigle, France            |       |
| 200 m                  | 20.54 (−2,2 m/s)      | Joseph Loua                                | 5 septembre 1997  |                                     | Antananarivo, Madagascar   |       |
| 400 m                  | 47.60                 | Amadou Sy Savané                           | 14 septembre 1995 | All-Africa Games 1995               | Harare, Zimbabwe           |       |
| 800 m                  | 1:51.80               | Mohamed Malal Sy Savané                    | 1er août 1992     | Jeux olympiques                     | Barcelone, Espagne         |       |
| 1 500 m                | 3:51.96               | Mohamed Malal Sy Savané                    | 1er août 1992     | Jeux olympiques                     | Barcelone, Espagne         |       |
| 3 000 m                | 8 min 39 s 37         | Alkhassane Kaké Makanéra                   | 24 juillet 2020   |                                     | Tours                      |       |
| 5 000 m                | 14 min 45 s 03        | Alkhassane Kaké Makanéra                   | 23 mai 2021       |                                     | Tours                      |       |
| 10 000 m               | 32 min 20 s 96        | Mamadi Kaba                                | 18 avril 2021     |                                     | Rubiera                    |       |
| 10 km (route)          | 31:40Modèle:AthAbbr   | Alhassane Bangoura                         | 24 septembre 2017 | Berlin Marathon                     | Berlin, Germany            | [ 1 ] |
| 15 km (route)          | 47:41Modèle:AthAbbr   | Alhassane Bangoura                         | 24 septembre 2017 | Berlin Marathon                     | Berlin, Germany            | [ 1 ] |
| 20 km (route)          | 1:04:09Modèle:AthAbbr | Alhassane Bangoura                         | 24 septembre 2017 | Berlin Marathon                     | Berlin, Germany            | [ 1 ] |
| Half marathon          | 1:16:20               | Aboubacar Missika Diallo                   | 2 décembre 1995   | Semi-Marathon de la Ville d'Abidjan | Abidjan, Côte d'Ivoire     |       |
| Half marathon          | 1:07:45Modèle:AthAbbr | Alhassane Bangoura                         | 24 septembre 2017 | Berlin Marathon                     | Berlin, Germany            | [ 1 ] |
| 25 km (route)          | 1:20:30Modèle:AthAbbr | Alhassane Bangoura                         | 24 septembre 2017 | Berlin Marathon                     | Berlin, Germany            | [ 1 ] |
| 30 km (route)          | 1:37:03Modèle:AthAbbr | Alhassane Bangoura                         | 24 septembre 2017 | Berlin Marathon                     | Berlin, Germany            | [ 1 ] |
| Marathon               | 2 h 16 min 49 s       | Alhassane Bangoura                         | 25 février 2018   | Marathon de Séville                 | Séville                    |       |
| 110 m haies            | 14.67 (+1,3 m/s)      | Moussa Conde                               | 1er avril 2017    | Oliver Nikoloff Invitational        | Cincinnati, United States  | [ 2 ] |
| 400 m haies            | 50.81                 | Amadou Sy Savané                           | 23 mai 1998       |                                     | Atlanta, United States     |       |
| 3 000 m steeplechase   | 9 min 40 s 24         | Mamadu Barkinden Diallo                    | 7 juin 2019       |                                     | Rieti                      |       |
| Saut en hauteur        | 1,96 m                | Mohamed Nabé                               | 26 mai 2019       |                                     | Sarcelles                  |       |
| Saut à la perche       | 5,00 m                | Moussa Condé                               | 27 mai 2017       | NAIA Championships                  | Gulf Shores, United States | [ 3 ] |
| Saut en longueur       | 7,39 m                | Thiémo Amadou Barry                        | 8 juin 2013       |                                     | L'Alfàs del Pi, Espagne    |       |
| Triple saut            | 14,80 m               | Souleymane Soumah                          | 9 mai 2021        |                                     | Talence                    |       |
| Lancer du poids        | 12,68 m               | Fodé Sidibé                                | 27 mai 1988       |                                     | Conakry, Guinée            |       |
| Lancer du disque       | 40,00 m               | Fodé Sidibé                                | 25 avril 1987     |                                     | Fria, Guinée               |       |
| Lancer du marteau      | 26,18 m               | Mohamed Nabé                               | 4 mai 2019        |                                     | Montereau                  |       |
| Lancer du javelot      | 56,00 m               | Fodé Sidibé                                | 26 juin 1992      |                                     | Fria, Guinée               |       |
| Décathlon              |                       |                                            |                   |                                     |                            |       |
| Modèle:Decathlon score |                       |                                            |                   |                                     |                            |       |
| 20 km marche (route)   |                       |                                            |                   |                                     |                            |       |
| 50 km marche (route)   |                       |                                            |                   |                                     |                            |       |
| 4×100 m relay          | 41.5                  | Drapeau de la Guinée                       | 5 janvier 1975    |                                     | Fria, Guinée               |       |
| 4×400 m relay          | 3:22.4                | Alhassane Bah M. Camara S. Damba L. Diallo | 28 mai 1988       |                                     | Conakry, Guinée            |       |

### Femmes
| Épreuve              | Record | Athlète                                    | Date              | Réunion                 | Lieu                       | Réf. |
| -------------------- | --- | ------------------------------------------ | ----------------- | ----------------------- | -------------------------- | ---- |
| 100 m                | 11 s 97 (+1,1 m/s) | Safiatou Acquaviva                         | 3 août 2024       | Jeux olympiques         | Paris                      |      |
| 200 m                | 24 s 40 (+1,0 m/s) | Asta Dramé                                 | 15 juillet 2012   |                         | Reims                      |      |
| 400 m                | 54 s 50 | Asta Dramé                                 | 20 mai 2012       |                         | Aix-les-Bains              |      |
| 800 m                | 2 min 14 s 97 | Aïssata Bangoura                           | 13 juillet 1989   | Jeux de la Francophonie | Casablanca, Morocco        |      |
| 1 500 m              | 4 min 36 s 70 | Aïssata Bangoura                           | 18 juillet 1989   | Jeux de la Francophonie | Casablanca, Morocco        |      |
| 3 000 m              | 10 min 20 s 8 | Aïssata Bangoura                           | 4 août 1988       |                         | Conakry, Guinée            |      |
| 5 000 m              | 21 min 58 s 24 | Kenza Marques-Sylla                        | 9 juin 2000       |                         | Kumasi, Ghana              |      |
| 10 000 m             | 46 min 08 s 97 | Aida Diallo-Camara                         | 29 mars 2014      |                         | La Seyne-sur-Mer, France   |      |
| Marathon             | 3:20:11 | Aida Diallo-Camara                         | 23 novembre 2003  |                         | Carqueiranne, France       |      |
| 100 m haies          | 12.96 (+1,8 m/s) | Fatmata Fofanah                            | 8 juin 2007       |                         | Sacramento, United States  |      |
| 400 m haies          | |                                            |                   |                         |                            |      |
| 3 000 m steeplechase | |                                            |                   |                         |                            |      |
| Saut en hauteur      | 1,60 m | Fatoumata Balley                           | 19 mai 2013       |                         | Bruay-la-Buissière, France |      |
| Saut en hauteur      | 1,60 m | Fatoumata Balley                           | 14 mai 2014       |                         | Compiègne, France          |      |
| Saut en hauteur      | 1,60 m | Fatoumata Balley                           | 27 juin 2014      |                         | Beauvais, France           |      |
| Saut en hauteur      | 1,60 m | Fatoumata Balley                           | 6 juillet 2014    |                         | Reims, France              |      |
| Saut à la perche     | |                                            |                   |                         |                            |      |
| Saut en longueur     | 5,72 m | Bountouraby Soumah                         | 15 septembre 1990 |                         | Conakry, Guinée            |      |
| Triple saut          | 12,74 m | Maryama Bah                                | 26 juillet 2000   |                         | Hagetmau, France           |      |
| Lancer du poids      | 13,74 m | Mahawa Camara                              | 29 mai 2009       |                         | Lisses, France             |      |
| Lancer du disque     | 40,11 m | Mahawa Camara                              | 3 mars 2007       |                         | Nice, France               |      |
| Lancer du marteau    | 25,92 m | Fatoumata Keïta                            | 21 mai 2017       |                         | Châteauroux, France        |      |
| Lancer du javelot    | 28,44 m | Mahawa Camara                              | 17 juin 2007      |                         | Bondy, France              |      |
| Heptathlon           | 3 750 pts | Mahawa Camara                              | 16–17 juin 2007   |                         | Bondy, France              |      |
| Heptathlon           | 17.73 (100 m haies), 1,45 m (saut en hauteur), 11,52 m (lancer du poids), 27.89 (200 m) / 4,57 m (saut en hauteur), 28,44 m (javelot), 2:46.13 (800 m) |                                            |                   |                         |                            |      |
| 20 km marche (route) | 2 h 11 min 31 s | Aïda Diallo-Camara                         | 16 mars 2014      |                         | Toulon                     |      |
| 50 km marche (route) | |                                            |                   |                         |                            |      |
| relais 4×100 m       | 48.1 | Oumou Sow K. Berete R. Haba Aminata Konaté | 26 décembre 1990  |                         | Freetown, Sierra Leone     |      |
| 4×400 m relay        | 4:02.4 | Drapeau de la Guinée                       | 14 mai 2017       |                         | Conakry, Guinée            |      |

## Intérieur

### Hommes
| Événement              | Enregistrement | Athlète               | Date               | Rencontrer                     | Place                      | Réf    |
| ---------------------- | --- | --------------------- | ------------------ | ------------------------------ | -------------------------- | ------ |
| 60 mètres              | 6,80 | Moussa Condé          | 21 janvier 2017    |                                | Indianapolis, États-Unis   |        |
| 200 mètres             | 21h42 | Joseph Loua           | 2 février 1997     |                                | Vilafranca, Espagne        |        |
| 400 mètres             | 48,97 heures supplémentaires | Moussa Condé          | 10 février 2017    |                                | Allendale, États-Unis      |        |
| 800 mètres             | 2:01.34 | Thierno-Ousmane Barry | 5 décembre 2009    |                                | Eaubonne, France           |        |
| 1000 mètres            | 2:59.91 | Moussa Condé          | 31 janvier 2015    | Invitation Razorback           | Fayetteville, États-Unis   | [ 5 ]  |
| 1500 mètres            | 4:20.87 | Thierno-Ousmane Barry | 6 décembre 2009    |                                | Eaubonne, France           |        |
| 3000 mètres            | 8:46.70 | Abdourahamane Sow     | 14 février 2009    |                                | Saint-Sébastien            |        |
| 60 m haies             | 8.24 | Moussa Condé          | 9 décembre 2016    | Rencontre des vacances d'hiver | Indianapolis, États-Unis   | [ 7 ]  |
| Grand saut             | 1,88 m | Moussa Condé          | 30 janvier 2015    | Invitation Razorback           | Fayetteville, États-Unis   | [ 8 ]  |
| Saut à la perche       | 5,04 m , | Moussa Condé          | 14 février 2015    | Invitation Fred Wilt           | West Lafayette, États-Unis | [ 9 ]  |
| Saut en longueur       | 7,22 m | Thierno Amadou Barry  | 2 mars 2013        |                                | Antequera, Espagne         |        |
| Triple saut            | |                       |                    |                                |                            |        |
| Lancer du poids        | 10,73 m | Moussa Condé          | 27 février 2015    |                                | Genève, États-Unis         |        |
| Heptathlon             | 5 167 points | Moussa Condé          | 30–31 janvier 2015 | Invitation Razorback           | Fayetteville, États-Unis   | [ 10 ] |
| Heptathlon             | 7.05 (60 m), 6,34 m (saut en longueur), 9,86 m (lancer du poids), 1,88 m (saut en hauteur), 8,36 m (60 m haies), 5,00 m (saut à la perche), 2:59.91 (1 000 m) |                       |                    |                                |                            |        |
| 5 000 m à pied[Quoi ?] | |                       |                    |                                |                            |        |
| Relais 4×400 m         | |                       |                    |                                |                            |        |

### Femmes
| Événement        | Enregistrement | Athlète             | Date             | Rencontrer                               | Place                    | Réf    |
| ---------------- | --- | ------------------- | ---------------- | ---------------------------------------- | ------------------------ | ------ |
| 60 mètres        | 7.73 | Fatmata Fofanah     | 29 février 2008  |                                          | Chapel Hill, États-Unis  |        |
| 200 mètres       | 24.72 | Asta Dramé          | 31 janvier 2010  |                                          | Aubière, France          |        |
| 400 mètres       | 58.11 | Kensa Marques Sylla | 24 février 2006  |                                          | Aubière, France          |        |
| 800 mètres       | 2:40.9 | Mahawa Camara       | 12 décembre 2004 |                                          | Paris, France            |        |
| 1500 mètres      | |                     |                  |                                          |                          |        |
| 3000 mètres      | |                     |                  |                                          |                          |        |
| 60 m haies       | 8.04 | Fatmata Fofanah     | 11 janvier 2008  |                                          | Lexington, États-Unis    |        |
| 60 m haies       | 8.04 | Fatmata Fofanah     | 14 mars 2008     | Championnats de la Division I de la NCAA | Fayetteville, États-Unis |        |
| Grand saut       | 1,62 m | Fatoumata Balley    | 1er février 2014 |                                          | Bordeaux, France         |        |
| Grand saut       | 1,65 m # | Fatoumata Balley    | 7 janvier 2015   |                                          | Nogent sur Oise, France  | [ 12 ] |
| Saut à la perche | |                     |                  |                                          |                          |        |
| Saut en longueur | 5,48 m | Mahawa Camara       | 21 janvier 2006  |                                          | Eaubonne, France         |        |
| Triple saut      | |                     |                  |                                          |                          |        |
| Lancer du poids  | 13,01 m | Mahawa Camara       | 28 novembre 2007 |                                          | Paris, France            |        |
| Pentathlon       | 3 162 points | Mahawa Camara       | 8 décembre 2007  |                                          | Paris, France            |        |
| Pentathlon       | 9.58 (60 m haies), 1,45 m (saut en hauteur), 12,80 m (lancer du poids), 5,20 m (saut en longueur), 2:48.83 (800 m) |                     |                  |                                          |                          |        |
| 3 000 m à pied   | |                     |                  |                                          |                          |        |
| Relais 4 × 400 m | |                     |                  |                                          |                          |        |